# Platycerus primigenius
Platycerus primigenius es una especie de coleóptero de la familia Lucanidae.

## Distribución geográfica
Habita en Irán, Armenia y Turquía.